# Văn Hoa điện

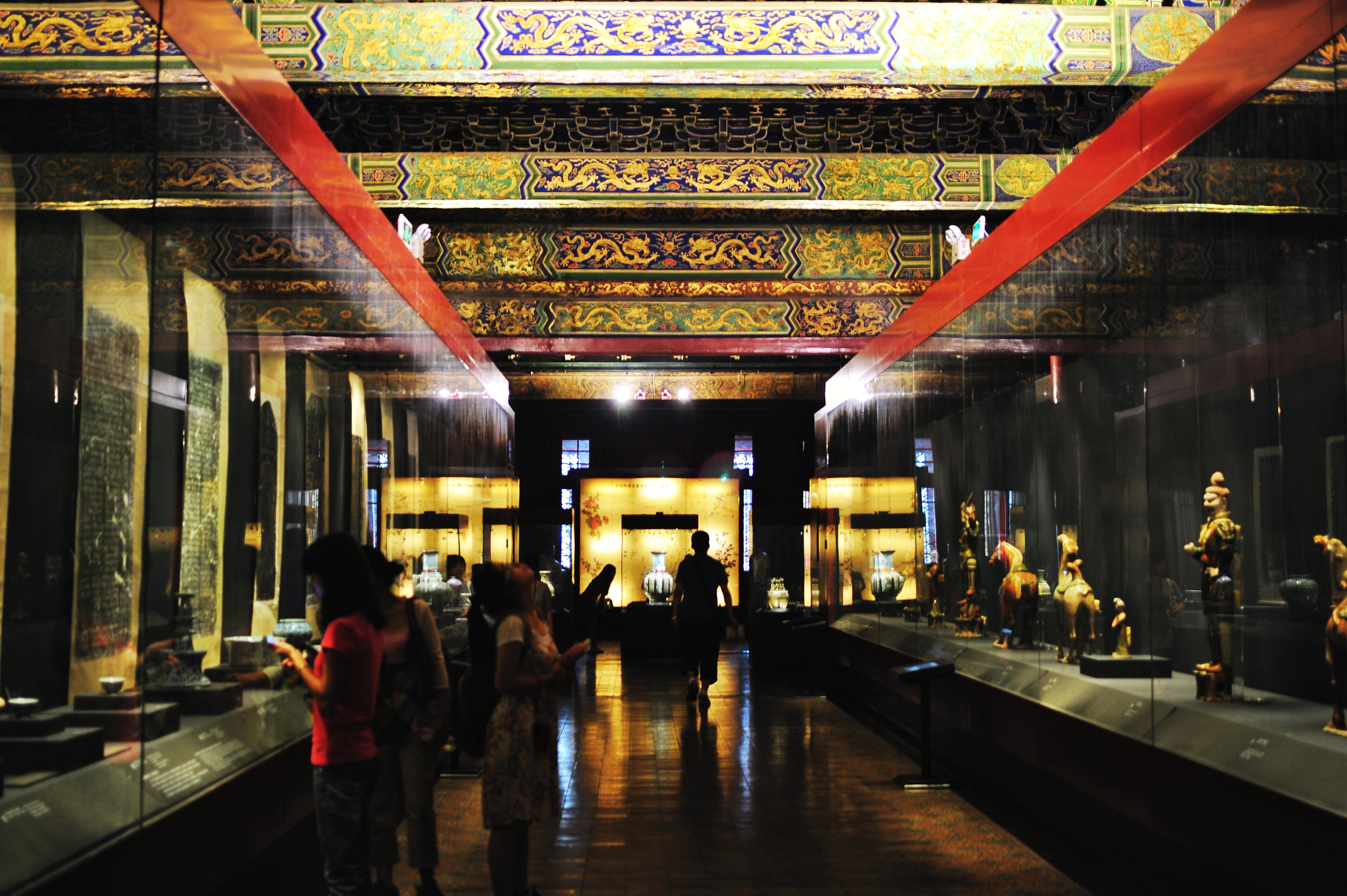
Bên trong hành lang giữa Văn Hoa điện và Chủ Kính điện

Văn Hoa điện (tiếng Trung: 文华殿; bính âm: Wén Huá Diàn) được xây dựng từ thời Minh sơ, ở phía Đông của Hiệp Hoà môn (协和门), đối xứng với Võ Anh điện (武英殿). Ngũ hành nói, phương Đông thuộc Mộc, sắc là lục, tỏ vẻ sinh trưởng, cho nên mái nhà sẽ là ngói lưu ly màu xanh. Là chỗ nhiếp sự cho Thái tử triều đại nhà Minh, biệt điện của Hoàng đế.

## Lịch sử

### Thời Minh - Thanh

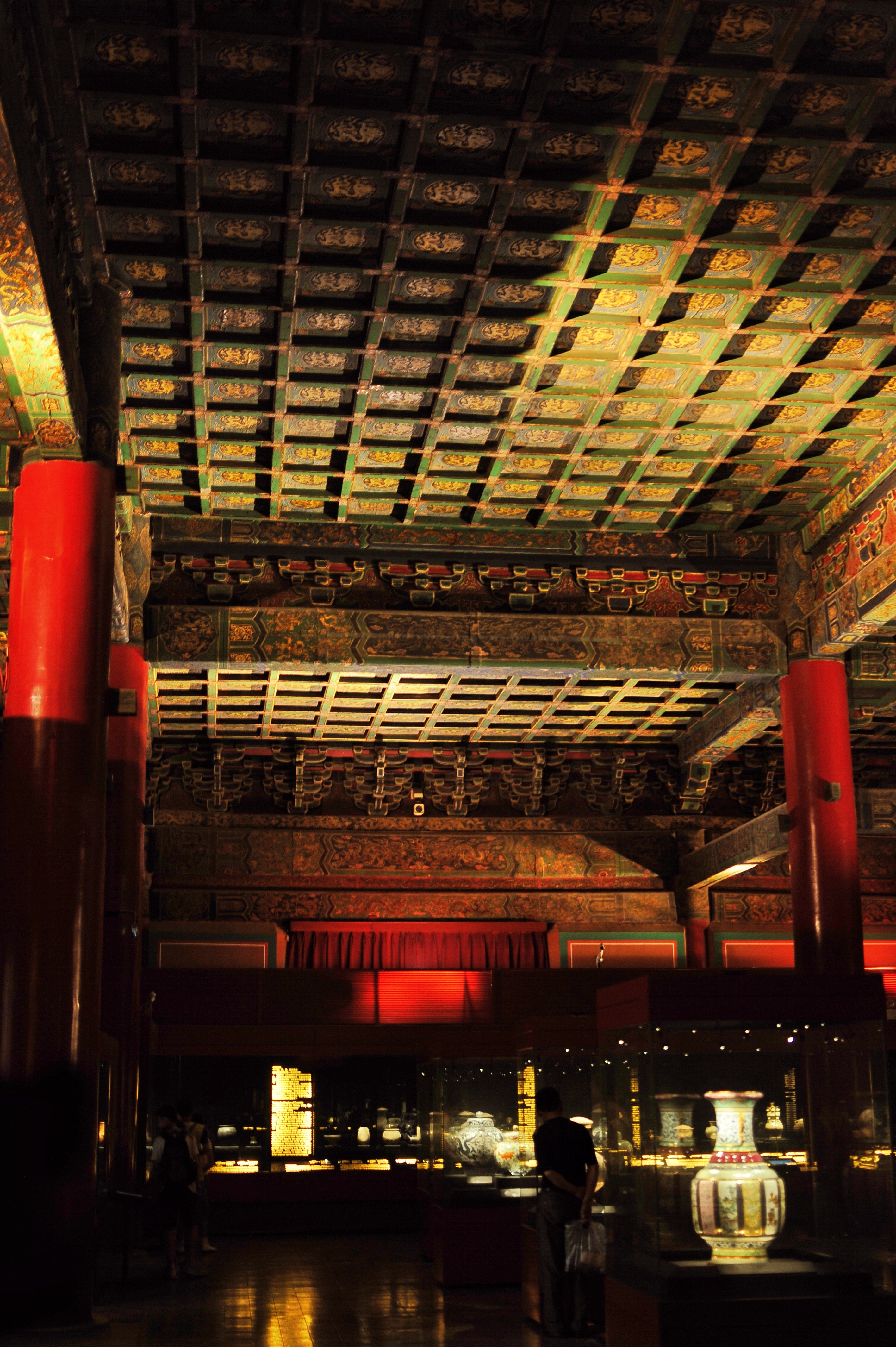
Năm 2010, bên trong Văn Hoa điện, chụp từ Tây sang Đông

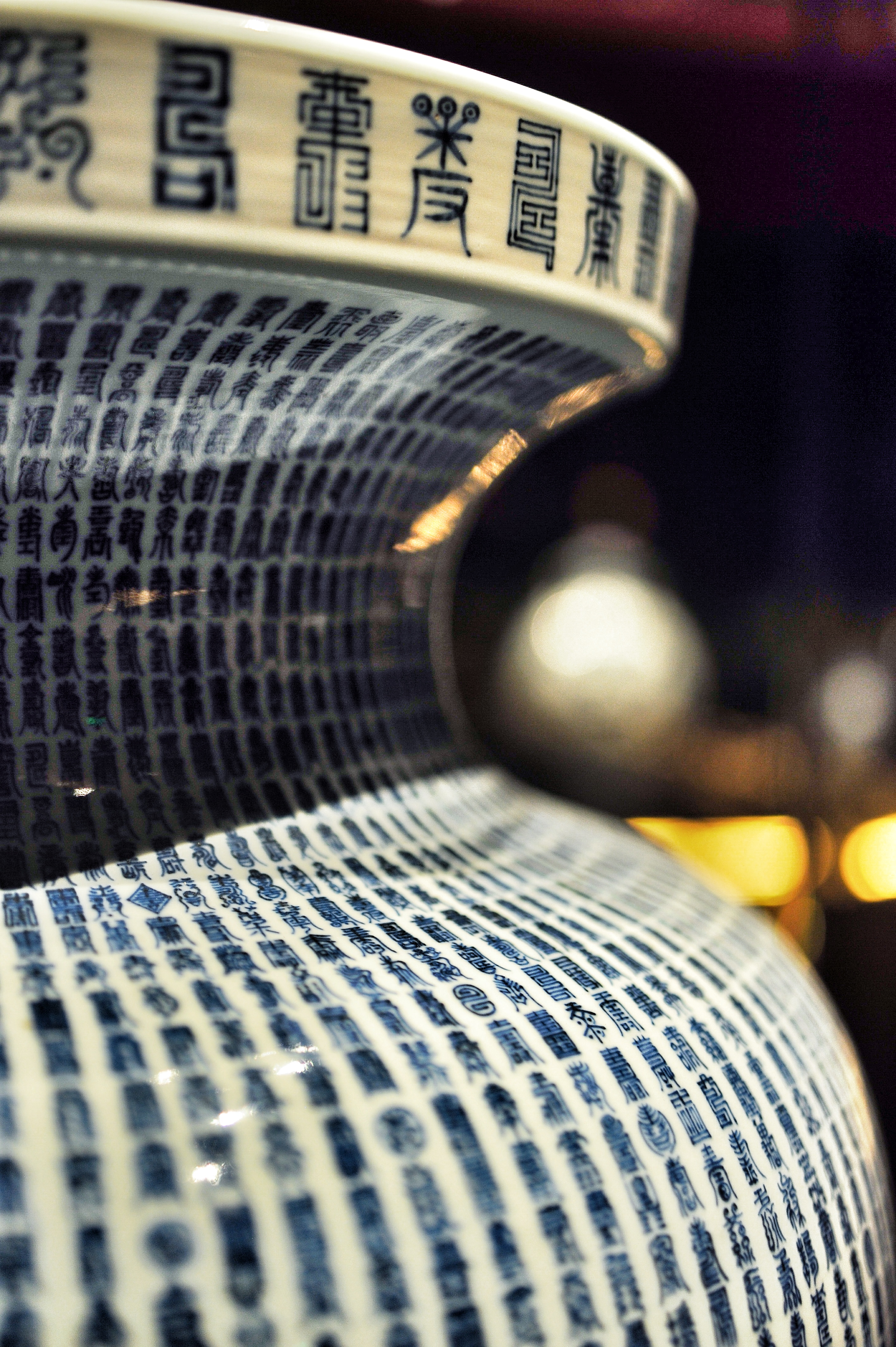
Đồ sứ trong Văn Hoa điện

Văn Hoa điện (文华殿) được xây dựng từ thời Minh sơ, ở phía Đông của Hiệp Hoà môn (协和门), đối xứng với Võ Anh điện (武英殿). Ngũ hành nói, phương Đông thuộc Mộc, sắc là lục, tỏ vẻ sinh trưởng, cho nên mái nhà sẽ là ngói lưu ly màu xanh.
Ban đầu Văn Hoa điện là biệt điện thường ngự của Hoàng đế triều Minh, vào hai triều Thiên Thuận và Thành Hoá, trước khi Thái tử lên ngôi thì thường nhiếp sự vụ ở Văn Hoa điện.
Về sau thì phần đông các Thái tử đều nhỏ tuổi không thể tham gia chính sự, năm Gia Tĩnh thứ 15 (1536) sửa thành biệt điện của Hoàng đế, sau đó cũng sửa thành ngói lưu ly màu vàng. Năm Gia Tĩnh thứ 17 (1538) xây thêm Thánh Tể điện ở phía sau hậu điện. Vào thời Minh mạt, Lý Tự Thành đánh vào Tử Cấm Thành, đại bộ phận kiến trúc của Văn Hoa điện đều bị huỷ.
Năm Khang Hi thứ 22 (1683) trùng kiến, lúc ấy Võ Anh điện vẫn còn tồn tại, bởi vậy hết thảy quy mô đều dựa theo y quy chế triều Minh mà làm. Trong những năm Càn Long, xây dựng Văn Uyên các (文渊阁) tại phía Bắc của Thánh Tể điện.

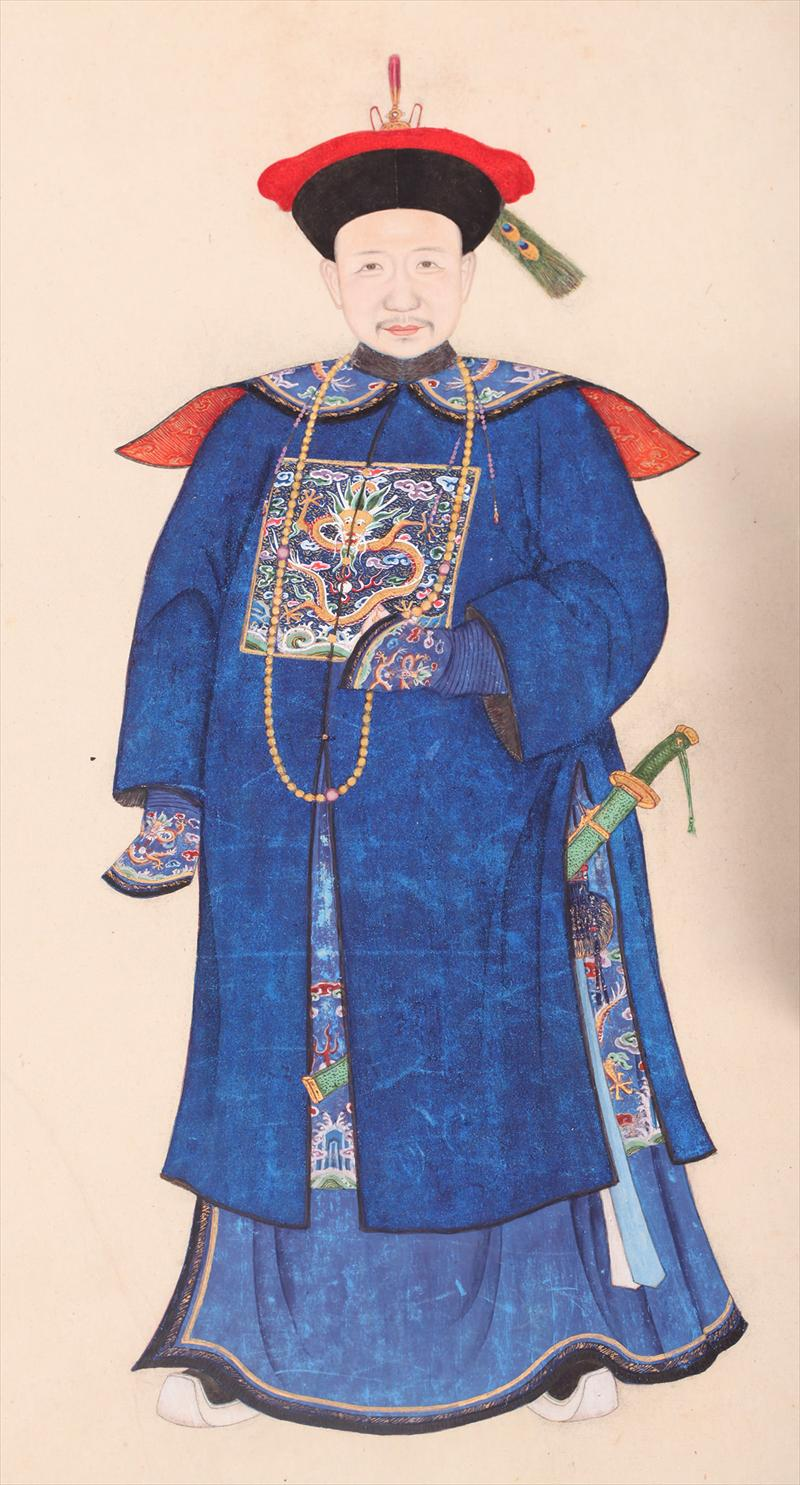
Đại quan Hòa Thân, người từng giữ chức Văn Hoa điện Đại học sĩ thời Thanh.

Hai triều Minh và Thanh, vào giữa tháng Hai của mỗi năm đều phải cử hành Kinh Diên lễ tại đây. Đại Thanh lấy Học sĩ, Thượng Thư, Tả đô Ngự sử, Thị lang làm Kinh Diên giảng quan, Mãn Hán 8 người. Hàng năm, dùng hai người Mãn Hán phân giảng "Kinh (经)" và "Thư (书)", bản thân Hoàng đế cũng phải sáng tác ngự luận, phát huy tinh thần dạy và học "Tứ Thư Ngũ Kinh". Sau khi lễ thành thì sẽ ban ngồi, ban trà. Hai triều Minh và Thanh cũng chấm bài thi ở Văn Hoa điện.
Đại Minh có chức "Văn Hoa điện Đại học sĩ (文华殿大学士)" giúp Thái tử đọc sách. Đại Thanh hình thành chế độ nội các "Tam điện Tam các (三殿三阁)", Văn Hoa điện Đại học sĩ trở thành người phụ trợ Hoàng đế quản lý chính vụ, quản hạt các loại quan viên, quyền hạn tương đối mở rộng so với triều Minh.

### Hiện nay
Ngày 15 tháng 7 năm 2008, Viện bảo tàng Cố cung mở cửa Văn Hoa điện, đem nơi này trở thành nhà trưng bày Đồ gốm của Viện bảo tàng. Nhà trưng bày Đồ gốm vốn được đặt ở Nguyệt Hoa môn (月华门), đến tháng 6 năm 2004 thì đóng cửa. Sau khi dời vào Văn Hoa điện, diện tích trưng bày lên đến 1770 mét vuông. Tính đến năm 2008, Viện bảo tàng Bắc Kinh tổng cộng thu thập bảo tồn được 350 ngàn văn vật gốm sứ, trong đó có mấy ngàn kiện đồ dùng sinh hoạt gốm sứ cổ đều cơ bản hoàn chỉnh. Hiện nay, nhà trưng bày Đồ gốm trong Văn Hoa điện trưng bày 429 kiện đồ dùng gốm sứ trong Cố cung.

## Kiến trúc

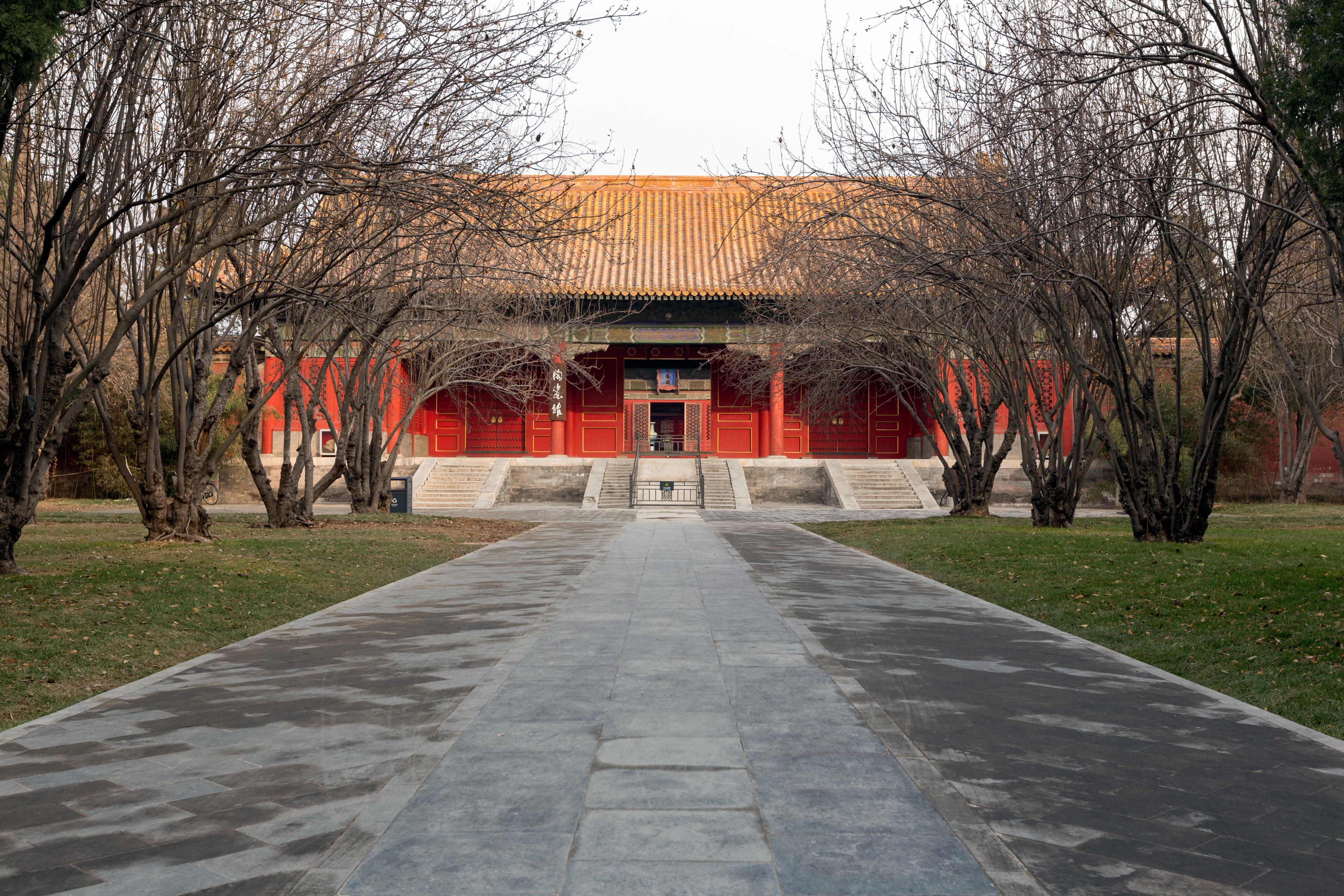
Văn Hoa môn

- Văn Hoa môn (文华门): Nằm xa nhất về phía Nam trong quần thể kiến trúc của Văn Hoa điện.
- Văn Hoa điện (文华殿): Chủ điện của Văn Hoa điện bằng phẳng, xây dựng theo hình 工, chia trước sau làm hai điện, ở giữa có hành lang nối thông với nhau. Tiền điện là Văn Hoa điện, mặt nhìn hướng Bắc - Nam, rộng 5 gian, dài 3 gian, ngói lưu ly màu vàng. Trước Văn Hoa điện còn có đài ngắm trăng, phía trước đài ngắm trăng có một lối đi nối liền với Văn Hoa môn.
- Chủ Kính điện (主敬殿): Hậu điện của Văn Hoa điện, kiến trúc cũng giống như chủ điện nhưng không dài bằng. Phía Bắc có một ao vuông trước Văn Uyên các.
- Bản Nhân điện (本仁殿): Đông phối điện của Văn Hoa điện.
- Tập Nghĩa điện (集义殿): Tây phối điện của Văn Hoa điện.
- Tỉnh Khiên cư (省愆居): Kiến trúc của Đại Minh, phàm là khi gặp biến cố tai vạ thì Thánh giá sẽ đến cư trú nơi này, lấy ý tu tỉnh. Thời Thanh thì không còn.

## Liên quan
- Tử Cấm Thành Bắc Kinh
- Thượng thư
- Thị lang
- Lý Tự Thành
- Gia Tĩnh
- Đại học sĩ